# Japan Women's Open 2015
Japan Women's Open 2015 — жіночий тенісний турнір, що проходив на відкритих кортах з твердим покриттям. Це був 7-й за ліком Japan Women's Open. Належав до категорії International у рамках Туру WTA 2015. Відбувся в Ariake Coliseum у Токіо (Японія). Тривав з 14 вересня до 20 вересня 2015 року. Цього року турнір переїхав з Осаки до Токіо.

## Нарахування очок
| Дисципліна       | П   | Ф   | ПФ  | ЧФ | 1/8 | 1/16 | Q   | Q3  | Q2  | Q1  |
| Одиночний розряд | 280 | 180 | 110 | 60 | 30  | 1    | 18  | 14  | 10  | 1   |
| Парний розряд    | 280 | 180 | 110 | 60 | 1   | Н/Д  | Н/Д | Н/Д | Н/Д | Н/Д |

### Призові гроші
| Дисципліна       | П       | F       | ПФ      | ЧФ     | 1/8    | 1/161  | Q2     | Q1   |
| Одиночний розряд | $43,000 | $21,400 | $11,500 | $6,175 | $3,400 | $2,100 | $1,020 | $600 |
| Парний розряд2   | $12,300 | $6,400  | $3,435  | $1,820 | $960   | Н/Д    | Н/Д    | Н/Д  |

1 Кваліфаєри отримують і призові гроші 1/16 фіналу

2 На пару

## Учасниці основної сітки в одиночному розряді

### Сіяні пари
| Країна    | Гравчиня             | Рейтинг1 | Сіяна |
| --------- | -------------------- | -------- | ----- |
| Іспанія   | Карла Суарес Наварро | 10       | 1     |
| Казахстан | Заріна Діяс          | 35       | 2     |
| США       | Медісон Бренгл       | 47       | 3     |
| США       | Алісон Ріск          | 57       | 4     |
| Швеція    | Юганна Ларссон       | 58       | 5     |
| США       | Крістіна Макгейл     | 59       | 6     |
| Хорватія  | Айла Томлянович      | 63       | 7     |
| Словенія  | Полона Герцог        | 64       | 8     |

- Рейтинг подано станом на 31 серпня 2015.

### Інші учасниці
Нижче наведено учасниць, які отримали вайлдкард на участь в основній сітці:
- Кіміко Дате
- Нао Хібіно
- Карла Суарес Наварро

Нижче наведено гравчинь, які пробились в основну сітку через стадію кваліфікації:
- Хірото Кувата
- Наомі Осака
- Одзакі Ріса
- Олександра Панова

### Відмовились від участі
До початку турніру
- Яна Чепелова → її замінила  Кікі Бертенс
- Маргарита Гаспарян → її замінила  Бояна Йовановські
- Карін Кнапп → її замінила  Місакі Дой
- Анна Кароліна Шмідлова → її замінила  Сє Шувей
- Барбора Стрицова → її замінила  Катерина Бондаренко

## Учасниці основної сітки в парному розряді

### Сіяні пари
| Країна            | Гравчиня           | Країна            | Гравчиня          | Рейтинг1 | Сіяна |
| ----------------- | ------------------ | ----------------- | ----------------- | -------- | ----- |
| Китайський Тайбей | Чжань Хаоцін       | Китайський Тайбей | Чжань Юнжань      | 42       | 1     |
| Китайський Тайбей | Чжуан Цзяжун       | КНР               | Лян Чень          | 78       | 2     |
| Канада            | Габріела Дабровскі | Польща            | Алісія Росольська | 90       | 3     |
| КНР               | Сюй Їфань          | КНР               | Чжен Сайсай       | 99       | 4     |

- 1 Рейтинг подано станом на 31 серпня 2015.

### Інші учасниці
Нижче наведено пари, які отримали вайлдкард на участь в основній сітці:
- Місакі Дой /  Курумі Нара
- Ері Нодзумі /  Мію Като

## Переможниці та фіналістки

### Одиночний розряд
- Яніна Вікмаєр —  Магда Лінетт, 4–6, 6–3, 6–3

### Парний розряд
- Чжань Хаоцін /  Чжань Юнжань —  Місакі Дой /  Курумі Нара, 6–1, 6–2